# Thomas Pichler (Künstler)
Thomas Pichler (* 16. Februar 1964 in Innsbruck) ist ein österreichischer Musiker und Aktionskünstler.

## Leben
Pichler spielte und spielt in zahlreichen Bands, wie Fuckhead (1989–1994), Superguitars, Telepathie, A.Men, The Passengers, Yohiro and the ghosts und Kollektiv Okabre. Seit 2019 spielt Pichler das neuartige Instrument Cellare, welches eine Mischform aus Cello und Gitarre ist. Cellare spielt Pichler bei OKABRE (Sextett, dass ausschließlich Live-Filmvertonungen spielt),  in der transdisziplinären Forschungsgruppe h.a.u.s. (freie Improvisation mit einer Tänzerin und einem Roboter -  H.A.U.S. – Humanoids in Architecture and Urban Spaces) und im Duo Cellare (zusammen mit  Gebhart Meilinger, dem Erfinder und Konstrukteur der Cellare, freie Musik ohne Anlass und Anstrengung). Weiters brachte Pichler im Juli 2021 sein erstes Solo-Album " shortstories 1 " unter dem Namen "tomapic" auf bandcamp heraus.
Weiters war Pichler bis 2015 Mitglied der Aktivistengruppe Freunde des Wohlstands, mit der er an zahlreichen teilweise sehr medienwirksamen Kunstaktionen teilnahm.
Bei der Eröffnung des Höhenrausch 2016 in Linz dirigierte Pichler die Eröffnungsperformance Skyblow der freundinnen der kunst, bei dem ein Orchester aus 22 Laubbläsern ihre Geräte getaktet ein- und ausschalteten.

## Diskografie
Alben
- 2006: A Little Warning From The Pimps (monkey music/Universal Music)